# Alexander Georgijewitsch Schamow
Alexander Georgijewitsch Schamow (russisch Александр Георгиевич Шамов; * 29. September 1951 in Petropawlowsk; † 7. November 2020 in Kasan) war ein sowjetisch-russischer Chemiker und Informatiker.

## Leben
Schamow stammte aus einer Journalistenfamilie. Nach dem Schulabschluss mit Goldmedaille kam er zu Verwandten in Kasan und begann das Studium an der Kasaner Staatlichen W.-I.-Uljanow-Lenin-Universität in der Chemie-Fakultät. Nach den ersten Studienjahren erhielt er ein Arbusow-Stipendium. In der studienfreien Zeit beschäftigte er sich mit wissenschaftlichen Arbeiten im Bereich der Organischen Chemie. Er interessierte sich auch für Physik und absolvierte Vorlesungen über Quantenmechanik Statistische Thermodynamik mit entsprechenden Prüfungen in der Physik-Fakultät.
Nach dem Studienabschluss 1973 mi Auszeichnung begann Schamow die Aspirantur bei Alexander Konowalow am Lehrstuhl für Organische Chemie. Darauf wurde er in das Moskauer Karpow-Institut für Physikalische Chemie zu Michail Wiktorowitsch Basilewski abkommandiert. Er eignete sich Informatik-Kenntnisse an und arbeitete auch im Moskauer Zentralen Forschungsinstitut für Chemie und Mechanik in der Abteilung Georgi Konstantinowitsch Klimenkos mit Supercomputern. In dieser Zeit führte er selbständig seine ersten wissenschaftlichen Untersuchungen von Reaktionen organischer Verbindungen mit Benutzung eines Computers durch und veröffentlichte die Ergebnisse in sowjetischen und internationalen Fachzeitschriften.
Zurück in Kasan arbeitete Schamow ab 1976 im Staatlichen Forschungsinstitut für chemische Produkte (GNIIChP). 1981 wurde er dort Leiter des Rechenzentrums, das unter seiner Leitung eines der besten in Kasan wurde. Auf Einladung des Rektors der Kasaner Technologischen Universität Sergei Djakonow wechselte Schamow 1994 zur Kasaner Technologischen Universität und wurde Leiter des Zentrums für Informatik.
Immer wieder widmete sich Schamow in seiner praktischen Arbeit der Lösung neuer wissenschaftlicher Probleme und beschrieb seine Ergebnisse in zahlreichen Veröffentlichungen. Für die Suche nach den Übergangszuständen in komplexen chemischen Reaktionen hatte er mit Basilewski eine völlig neue Methode entwickelt, die als Alpinist-Algorithmus bekannt war. Trotz der hohen Qualität seiner wissenschaftlichen Arbeiten fertigte er nie eine Kandidat- und Doktor-Dissertation an. Wenige Monate vor seinem Tod wurde er von der neuen Universitätsleitung wegen ungenügender Arbeit entlassen.

## Ehrungen, Preise
- Staatspreis im Bereich Wissenschaft und Technik der Republik Tatarstan (2006 mit Kollegen) für die Erforschung des Aufbaus und der Reaktionsmöglichkeiten der C- und O-Nitroverbindungen mit Untersuchung der Bildungsreaktionsprozessmechanismen und der Mechanismen der thermischen Zersetzung[4]
- Ehrenbildungsarbeiter der Russischen Föderation (Auszeichnung des Bildungsministeriums)[1]